# Розумниця
Розу́мниця — село в Україні, у Білоцерківському районі Київської області, у складі Ставищенської селищної громади. Розташоване на обох берегах річки Торч (притока Гірського Тікичу) за 11 км на південь від смт Ставище. Населення становить 608 осіб.

## Галерея

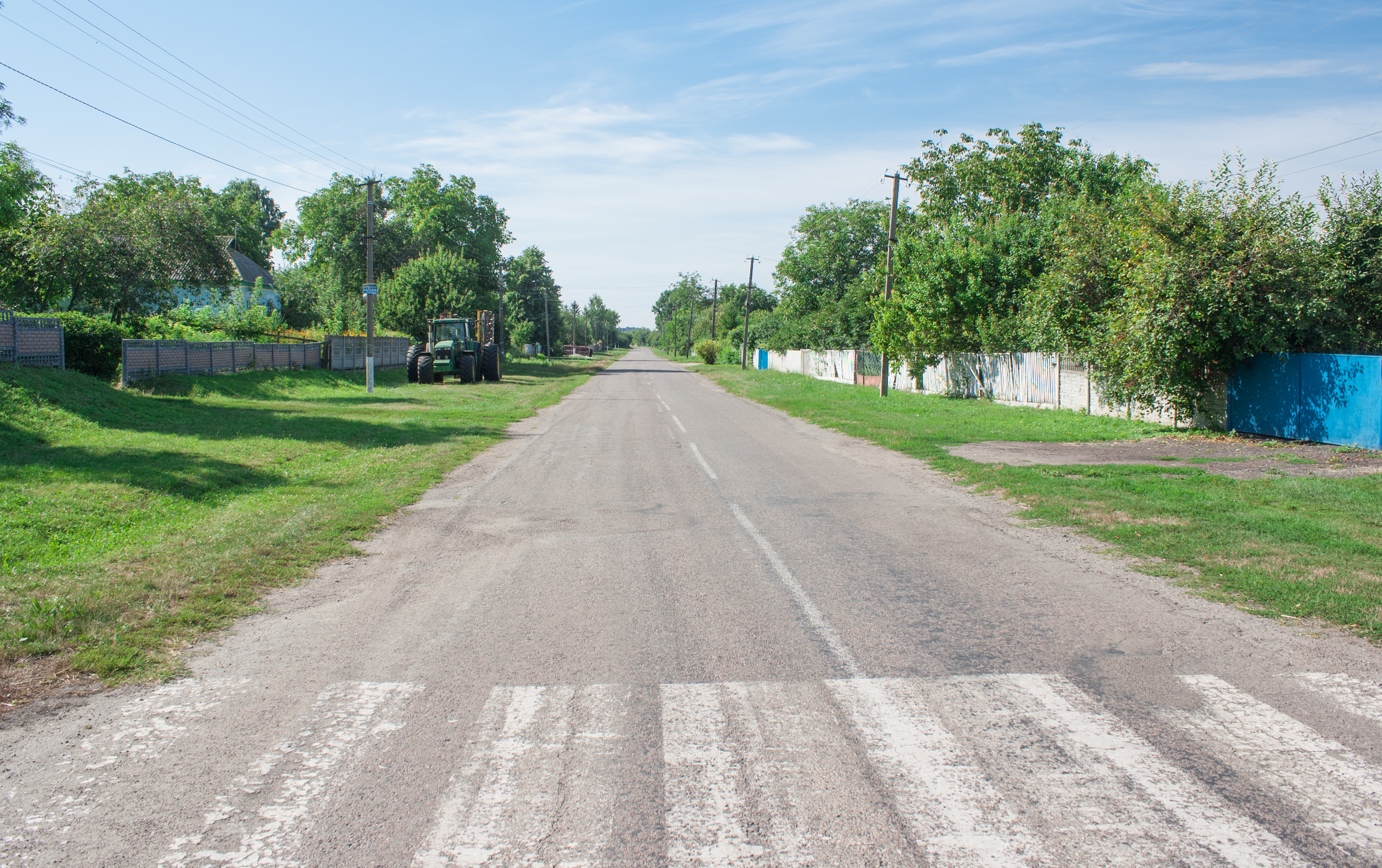
Вулиця Миру
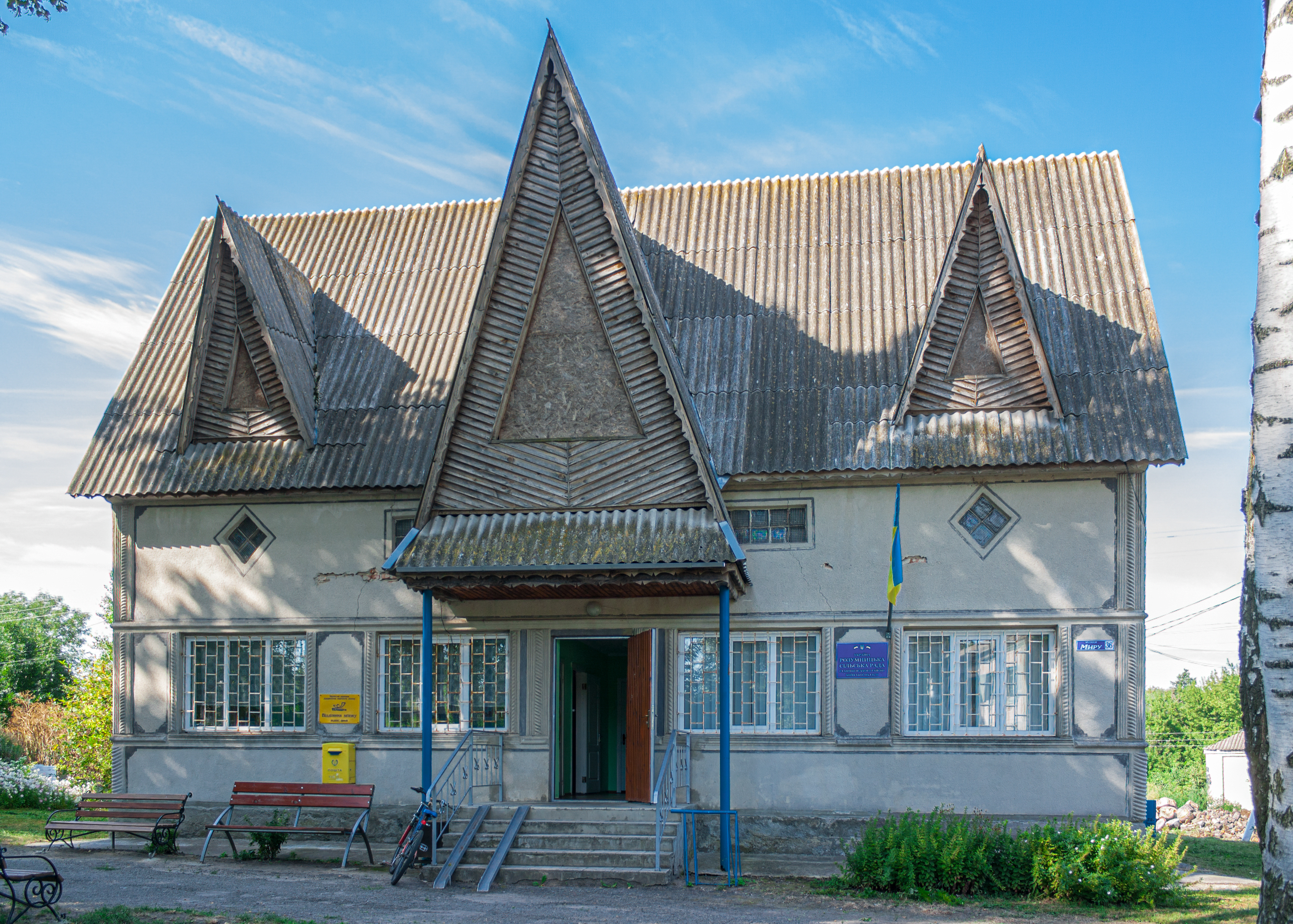
Сільська рада
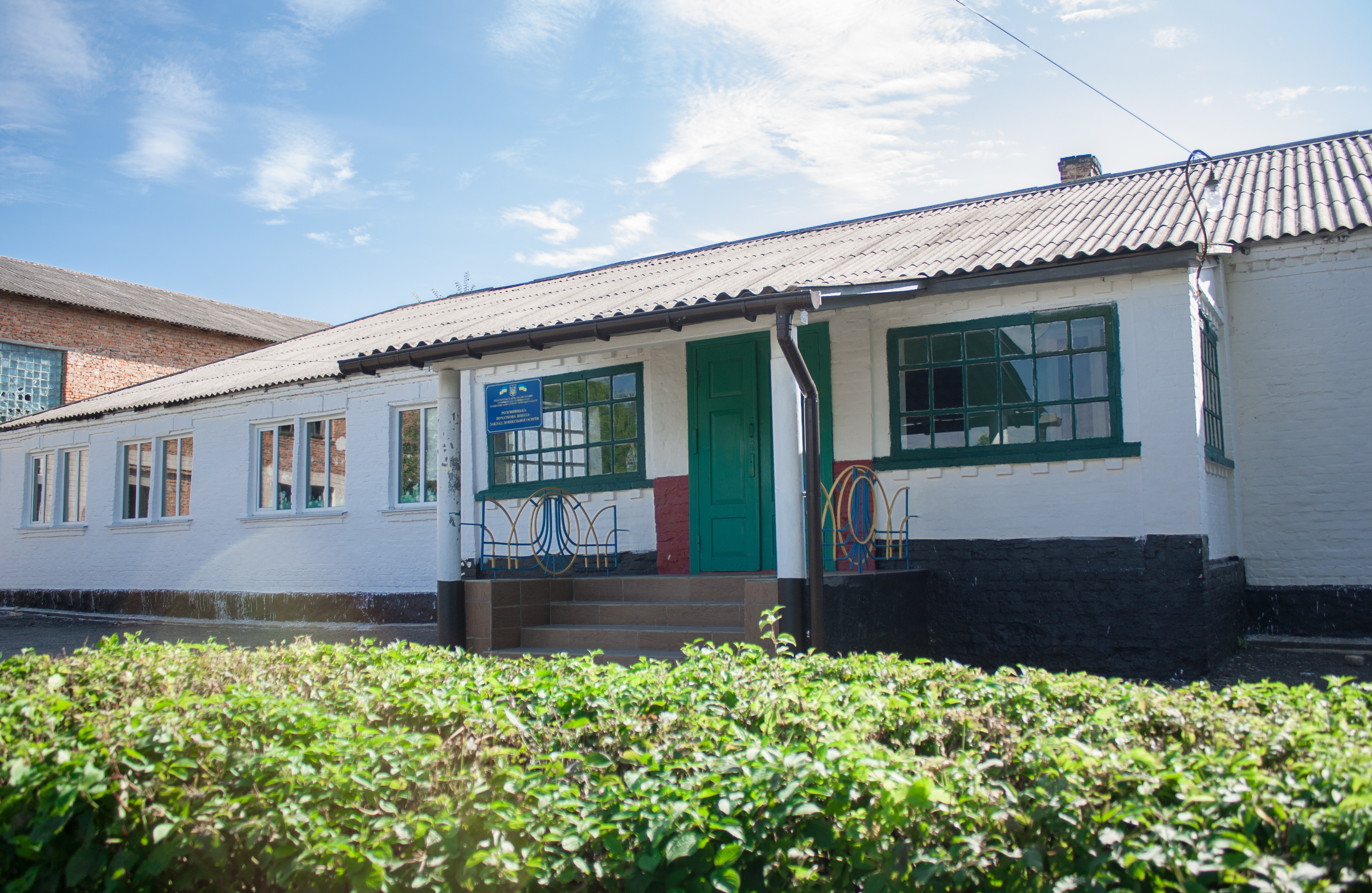
Школа
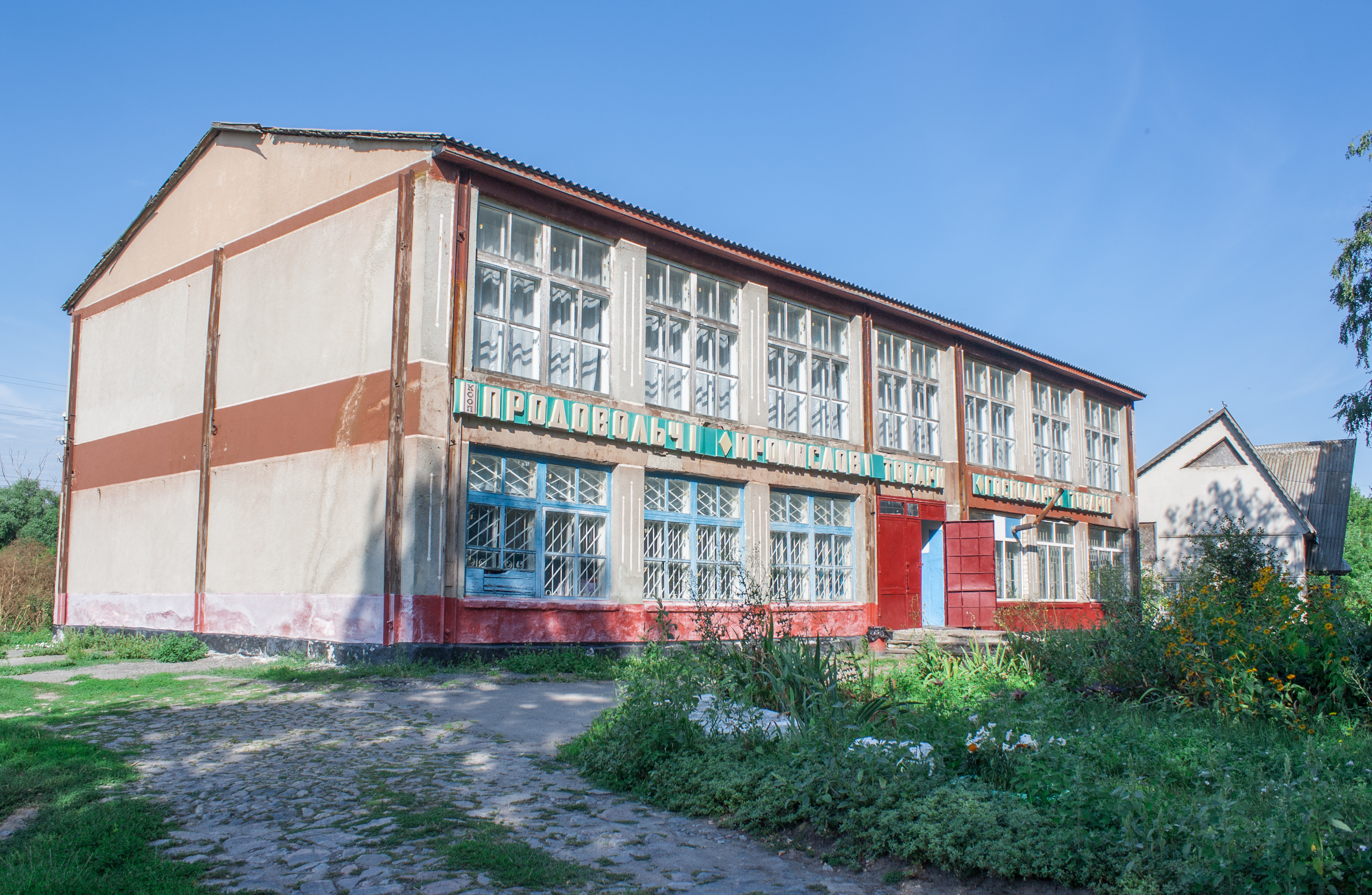
Будинок культури і магазин
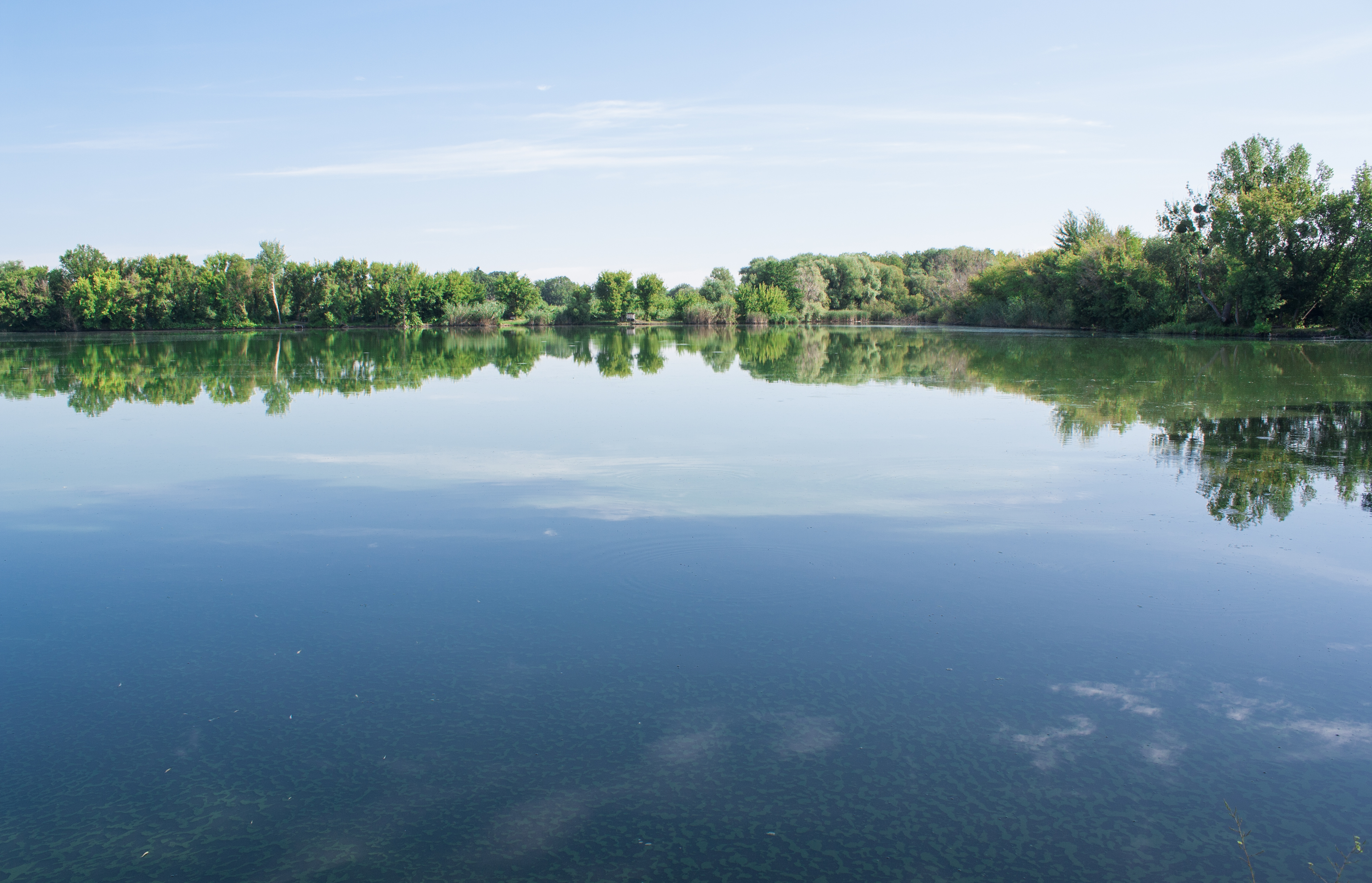
Ставок на річці Торч
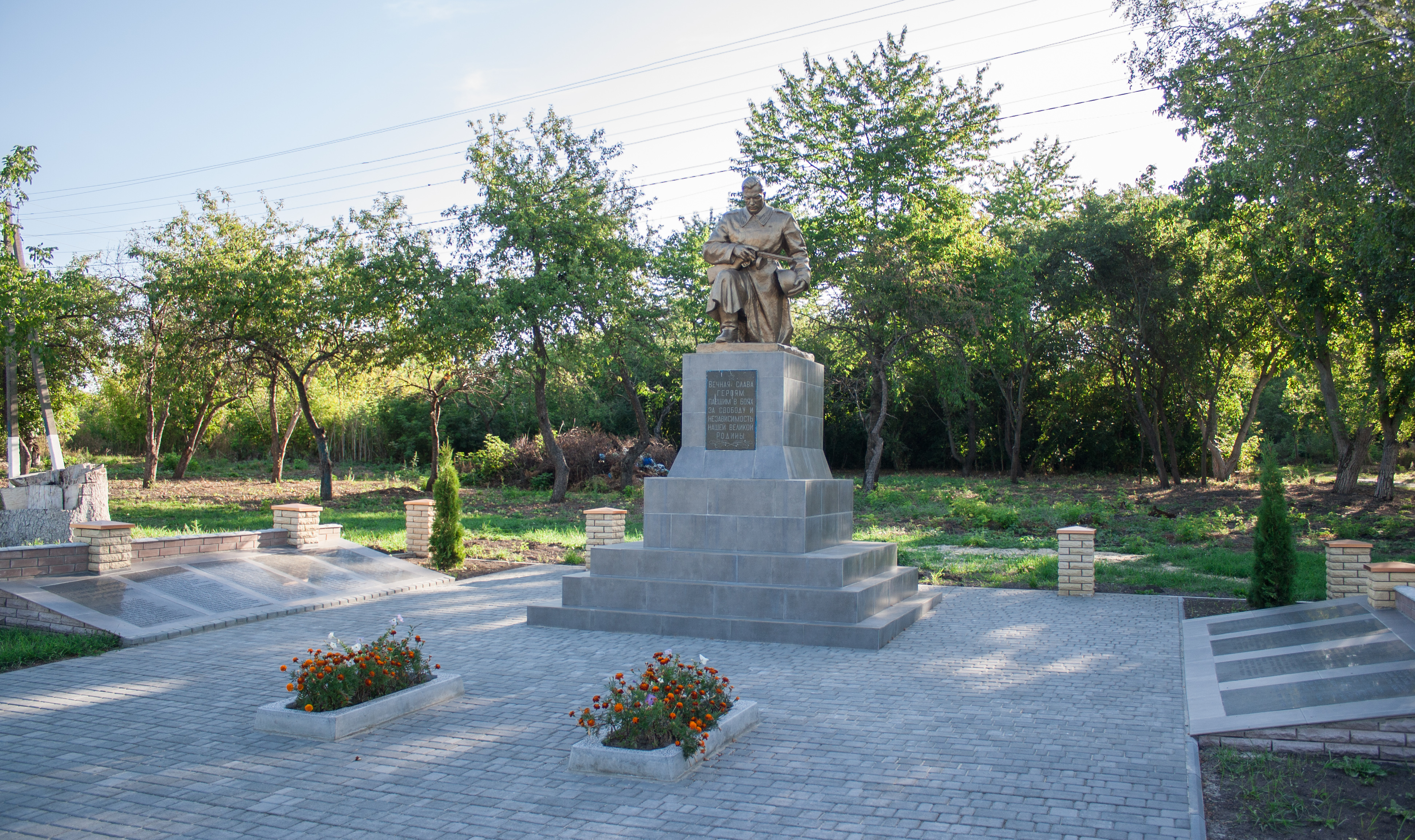
Пам'ятник воїнам–односельцям
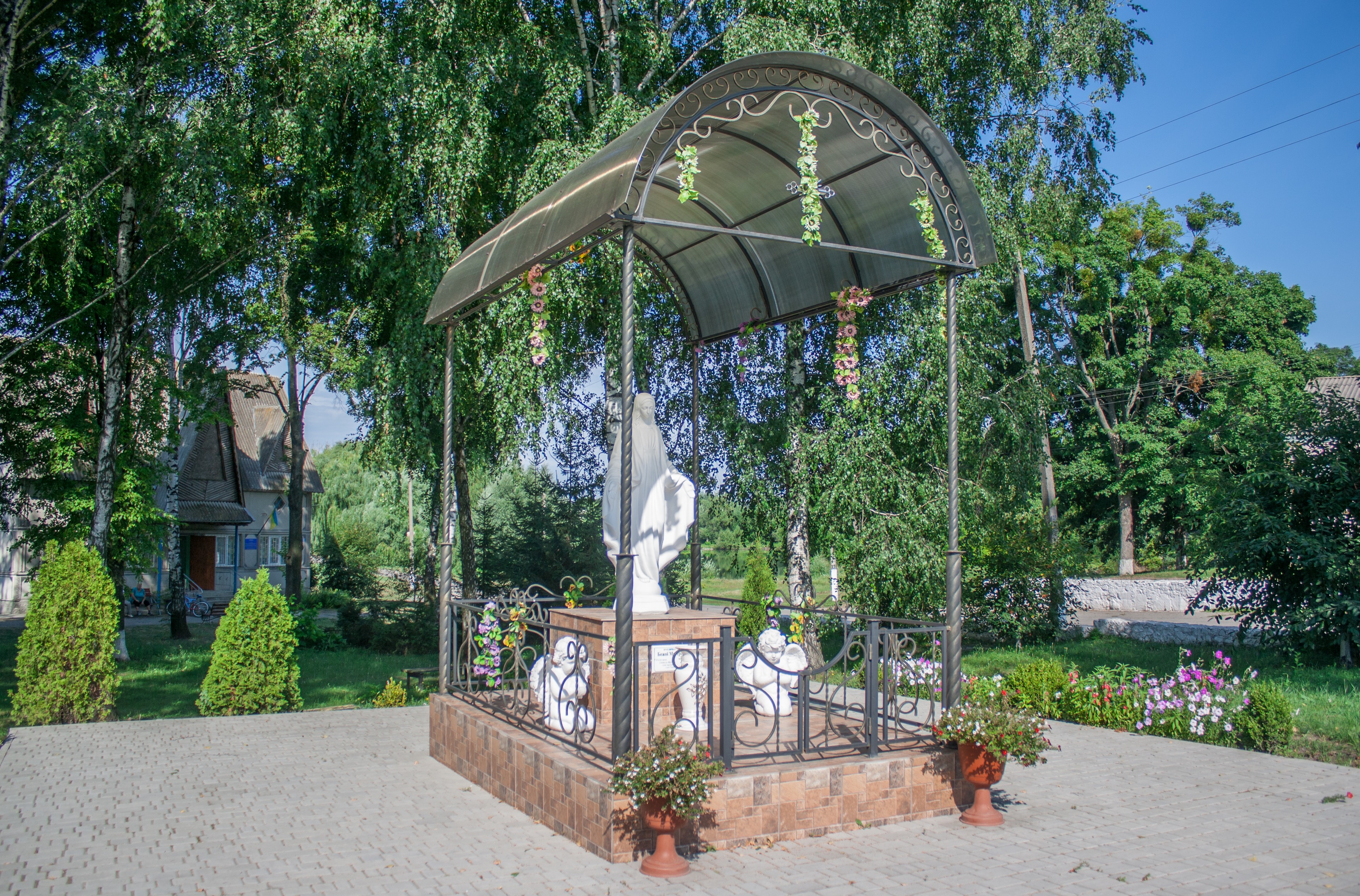
Статуя Божої Матері

## Люди
- Макаревський Іван Филимонович (1943 р. н.) — український будівельник, Заслужений будівельник України. Директор комунального підприємства «Житлоінвестпроект».